# Stephan Schlak
Stephan Schlak (* 1974) ist ein deutscher Politikwissenschaftler und Historiker.

## Leben
Schlak absolvierte ein Studium der Geschichte, Politikwissenschaften, Volkswirtschaftslehre und Philosophie in Münster und Berlin. Nach einer Magisterarbeit über die Geschichtsschreibung im George-Kreis war er von 2001 bis 2004 als freier Literaturkritiker in Berlin tätig. Von 2004 bis 2007 war er wissenschaftlicher Mitarbeiter am Lehrbereich „Theorie der Politik“ von Herfried Münkler an der Humboldt-Universität zu Berlin. Dort wurde er 2008 mit einer Arbeit über Wilhelm Hennis promoviert. Seit 2009 ist er verantwortlicher Redakteur der „Zeitschrift für Ideengeschichte“ am Wissenschaftskolleg zu Berlin.

## Schriften
- Mit Thomas Kempf: Aus den Quellen. Beiträge zu einer Chronik der Alfried Krupp von Bohlen und Halbach-Stiftung. Spector Books, Leipzig 2018.
- Hrsg. mit Sonja Asal: Was war Bielefeld? Eine ideengeschichtliche Nachfrage. Wallstein, Göttingen 2009; 2. Auflage 2015.
- Wilhelm Hennis. Szenen einer Ideengeschichte der Bundesrepublik. Beck, München 2008, ISBN 978-3-406-56936-4 (Dissertation).[1]